# Tři bratři (památné stromy)
Tři bratři je označení tří památných stromů, pravděpodobně nejstarších (a dříve i nejmohutnějších) dubů Třeboňska. V roce 2011 již žil jen jediný, k aktuálnímu datu (2023) již nežije žádný. Dva jsou uschlé a poslední (bývalý nejmohutnější) ve stavu torza. Duby stojí na hrázi rybníka Starý Vdovec poblíž dvora Vitmanov, prakticky přesně na pomezí katastrálních území Stará Hlína a Holičky u Staré Hlíny, obec Třeboň.

## Základní údaje
- název: Tři bratři, Vitmanovské duby, duby u Starého Vdovce, Krčínovy duby
- věk: >400 let[2] (podle některých starších zdrojů až 600 let[3])
- umístění: kraj Jihočeský, okres Jindřichův Hradec, obec Třeboň, část obce: Holičky-Vitmanov

### První bratr
- výška: 3,5 m (2006)[2], 15 m (1987?)[1], 40 m (1929)
- obvod: 753 cm (2006)[2], 770 cm (1987?)[1], 1150 cm (1929, ve 30 cm), 850 cm (1926, J. Ambrož)[3]
- souřadnice: 49°1'55,40" 14°49'57,55"

Původně nejmohutnější z dubů je již dlouho mrtvý, z kmene stojí již jen tlející 3-4 m vysoké torzo. Živý s kompletní korunou je zachycen na dobové fotografii ze 30. let (odkaz níže). V 80. letech již byla vylomená mohutná větev, která původně směřovala nad cestu. Když strom odumřel, převzal od něj štafetu nejmohutnějšího dubu Třeboňska Veledub rostoucí nedaleko zámku Jemčina.

### Druhý bratr
- výška: 20 m (2006)[2], 17 m (1987?)[4]
- obvod: 650 cm (2006)[2], 660 cm (1987?)[4], 760 cm (1929, ve 30 cm), 600 cm (1926, J. Ambrož)[3]
- souřadnice: 49°1'55,52" 14°49'56,33"

Prostřední z dubů je suchý, ale kmen s několika větvemi je dosud zachovalý.

### Třetí bratr
- výška: 25 m (2006)[2], 18 m (1987?)[5]
- obvod: 705 cm (2006)[2], 750 cm (1987?)[5], 1000 cm (1929, ve 30 cm), 675 cm (1926, J. Ambrož)[3]
- souřadnice: 49°1'55,63" 14°49'55,20"

Západní z trojice dubů odumřel kolem roku 2020 a v době svého zániku byl s odahovaným stářím 400-450 let považován za nejstarší žijící dub na Třeboňsku. Následně byl jeho dutý kmen řezem snížen.

## Historie
Rybník Vdovec, na jehož hrázi duby stojí, vystavěl Mikuláš Ruthard z Malešova pro Viléma z Rožmberka. První napuštění se datuje zřejmě do roku 1564. Jakub Krčín dále zvýšil hráz a rybník rozšířil (1578). Rybník se tehdy rozkládal na celé ploše současné Vitmanovské soustavy. V polovině 18. století došlo na snížení hladiny a rozdělení rybníka na dvě části, jak je známe současně: Starý Vdovec (Alt nebo také Klein) a Nový Vdovec (Neu nebo Gross). Roku 1827 došlo ke zrušení Nového Vdovce a na podnět dvorního rady Antona Wittmanna byly na jeho území založeny pastviny pro nově zřízený hospodářský dvůr Nový Vdovec – v roce 1842 přejmenovaný na Vitmanov. Z důvodu nedostatečných výnosů dvora přistoupil roku 1865 kníže Schwarzenberg k obnově rybníka.

## Památné a významné stromy v okolí

### Dub u Nového Vdovce
- druh: dub letní (Quercus robur)
- věk: 350 let
- výška: 19,5 m (2006)[2], 20 m (1987?)[6]
- obvod: 638 cm (2006)[2], 690 cm (1987?)[6]
- souřadnice: 49°1'50,58" 14°50'0,49"

Jen několik set metrů od "Tří bratrů", na hrázi Nového Vdovce, stojí čtvrtý z památných dubů. Je o něco mladší, přesto již suchý. Jeho kmen zaujme otvory od chráněného brouka tesaříka obrovského. Dutina dubu byla původně vyzděná, ale protože je v současné době tento způsob ošetření považován za nevhodný, došlo roku 2006 k odstranění výplně.

### Ostatní
- Dub Emy Destinnové
- Stříbřecká hrušeň
- Dub u Budínského rybníka
- Dub v Mláce
- Novořecká alej (88 z pův. 96 vyhlášených dubů)
- Novořecká lípa